# Festival panafricain du cinéma de Ouagadougou 1973
Le FESPACO 1973 est la 4e édition du Festival panafricain du cinéma de Ouagadougou. Il se déroule du 3 février au 13 février 1973 à Ouagadougou au Burkina Faso. Le thème de cette édition est « Le rôle du cinéma dans l'éveil d'une conscience de civilisation noire ».
Le film Les Mille et Une Mains de Souheil Ben Barka décroche l'Étalon de Yennenga.

## Contexte
En Haute-Volta, la nationalisation des salles de 1970 a permis de créer la SONAVOCI (Société Nationale Voltaïque de Cinématographie), laquelle a créé un Fonds de développement du cinéma voltaïque alimenté par le prélèvement de 10% des recettes brutes de la SONAVOCI. Une taxe pour le "droit de timbre" de 5% porte le prélèvement à 15% des recettes, ce qui permet de rénover d'anciennes salles et de construire des nouvelles, jusqu'à atteindre 12 salles en 1981. En 1973, ce chantier est démarrant mais montre la propension du pays à soutenir la diffusion du cinéma.
En janvier et février 1973, une grève des enseignants paralyse le pays. Un décret limite le 31 janvier les libertés syndicales. Le gouvernement plonge dans une impasse qui durera jusqu'au coup d'Etat du 8 février 1974 du Général Lamizana contre son propre gouvernement. En 1973, son souci est de montrer une image positive en pleine crise sociale, si bien que le festival n'est pas annulé et se déroule sans problème.
A l'occasion du Festival de Dinard des 5-12 juillet 1972, une réunion des cinéastes africains présents sous l'égide de la FEPACI réaffirme que le Fespaco est « une entreprise utile et nécessaire que les cinéastes doivent soutenir ». Les réalisateurs arabophones et anglophones sont appelés à davantage participer.

## Préparation
Le Comité d'organisation du festival ne change guère : il est présidé par Simone Aïssé Mensah, avec pour vice-président Dr. Malé N'Dia, secrétaire général permanent Louis Thiombano, trésorier général Joseph Komditamde. Seul, le secrétariat à l'organisation revient à André Bassolet
Louis Thiombano revendique la dimension militante du festival : « la réhabilitation de l'histoire d'un Continent bafoué par le colonialisme européen et la dénonciation des structures qui prévalent dans la plupart des pays aujourd'hui néocolonisés ».
Il qualifie de « bien maigres » les résultats des demandes d'aides : 2 500 000 FCFA de l'Agence de Coopération culturelle et technique (ACCT) pour couvrir le transport de certains invités, ces frais étant également couverts par une subvention de la Société allemande d'Amitié avec l'Afrique à la FEPACI pour 1 500 000 FCFA ; les ambassades de Chine, d'Allemagne fédérale et du Nigeria ainsi que quelques entreprises ouagalaises participent ainsi que le Chef de l'Etat pour 400 000 FCFA et l'Archevêché de Ouagadougou pour 250 000 FCFA.
A défaut de nouvelle salle, le Ciné-Oubri a été équipé d'appareils de projection neufs et des travaux de réfection ont été réalisés dans les deux salles de Ouagadougou.

## Déroulement
23 pays africains et 6 non-africains participent avec 46 films africains et 5 films européens et américains. 19 films sont en compétition. On compte officiellement, toujours sans statistiques, plus de  100 000 spectateurs, soit une fréquentation double qu'en 1972. L'animation musicale a été assurée par l'orchestre de Kélétigui, Sory Kandia Kouyaté.
Le président Sangoulé Lamizana assiste le samedi 10 février « dans une cohue indescriptible » à la première mondiale du premier film voltaïque : Le Sang des parias de Mamadou Djim Kola, produit par le Fonds de la SONAVOCI. Tourné en deux mois durant les vacances du réalisateur qui étudie à Paris, le film s'attaque au système des castes. 
Alors que l'ANC est représentée en 1972 par Lionel Ngakane, le Fespaco invite en 1973 les autres mouvement de libération comme le FRELIMO, le MPLA et le PAIGC.
Pour éviter une concurrence entre les deux festivals, les cinéastes proposent aux deux gouvernements d'alterner le Fespaco avec les Journées cinématographiques de Carthage (JCC). Les deux festivals deviennent alors bisannuels : années paires pour les JCC et impaires pour le Fespaco. Le conflit frontalier entre le Mali et la Haute-Volta empêchera cependant la tenue du Fespaco en 1975.

## Bilan
La prolongation du festival à Bobo-Dioulasso est appréciée mais Louis Thiombiano relève dans son rapport que cela pose des difficultés budgétaires et d'hébergement. Un autre problème reste le fait que des cinéastes arrivent au festival avec leur film "sous le bras" sans prévenir et qu'il est délicat d'établir un programme alors que le festival souhaite « permettre le maximum de films de venir ». L'attribution d'une subvention de 500 000 FCFA par l'Etat voltaïque a permis au festival de se tenir, malgré les récurrents problèmes de locomotion. Il note enfin bien que « certains sceptiques, incrédules, timorés voire opposants tentent de lui porter des coups bas, et si c'est peut-être un luxe pour notre capitale qui ne dispose même pas de salles convenables, le maintien du festival à Ouagadougou a été un défi » mais assure « l'esprit de la rencontre et le renom à la ville qui l'abrite ».

## Palmarès
- Grand prix (Étalon de Yennenga) : Les Mille et Une Mains de Souheil Ben Barka (Maroc)
- Prix de l'authenticité africaine : Identité de Pierre-Marie Dong (Gabon)
- Prix du 7e art : Décembre de Mohammed Lakhdar-Hamina (Algérie)
- Prix de consolation : Le Sang des parias de Mamadou Djim Kola (Haute-Volta)
- Prix du court métrage : Accident de Benoit-Maurice Ramampy (Madagascar)
- Félicitations du jury : Oumarou Ganda (Niger)